# Susanna Popova
Lena Susanna Hakelius Popova, född Tollin den 11 oktober 1956 i Stockholm, är en svensk journalist och författare. Popova frilansar för Svenska Dagbladet och Magasinet Fokus (tidigare även Affärsvärlden). Popova har verkat som chefredaktör för ett antal tidningar, inklusive Moderna Tider, dagensstory.se och Kungliga Magasinet. Susanna Popova är också verksam som moderator och kommentator i det egna företaget Lush Places AB från och med 2007. Hon drev 2014 – 2017 forskningsprojektet ”A Royal History”, finansierat av Axel och Margaret Ax:son Johnsons stiftelse för allmännyttiga ändamål. Hon driver sedan 2022 podden HakeliusPopova tillsammans med sin man Johan Hakelius.

## [3]Biografi

### Bakgrund
Susanna Popova växte upp i Vasastan, i en familj som bott i Stockholm i flera generationer. Hennes familj var en intellektuell medelklassfamilj. Hon har arbetat som servitris, men även med avgiftning av narkomaner och på psykosavdelning för tonåringar. Hon har en fil. kand. i psykologi från Stockholms universitet.

### Journalistik
Susanna Popova är kolumnist på ledarsidan i Svenska Dagbladet samt i Magasinet Fokus.  Popova har verkat som chefredaktör för ett antal olika tidningar med samhälls- eller aktualitetsanknytning. Hon har även verkat som ledarskribent på både Svenska Dagbladet (även kolumnist) och Dagens Nyheter. Som kolumnist har Susanna Popova också varit verksam i Metro, Aftonbladet, Göteborgs-Posten och Dagens Media under åren 2001 –  2008. Hon har efter detta medverkat i Affärsvärlden, Fokus, Axess  och Signum.
Hon har suttit i Granskningsnämnden för radio och TV och i juryn för Stora journalistpriset.
Susanna Popova har även arbetat för TV. Hon har varit programledare för det mediegranskande programmet i TV8 (Media 8) och Axess TV (Åsiktsmaskinen).
I egenskap av "borgerlig kommentator" utgjorde hon tillsammans med "vänsterkommentatorn" Lotta Gröning ett analytikerpar i TV under valrörelsen 2006.
Hösten 2013 tillträdde Popova som chefredaktör för Kungliga Magasinet. Ett knappt år senare (september 2014) lämnade Popova Kungliga Magasinet som delägare och chefredaktör. Hon drev 2014-2017 forskningsprojektet ”Den kungliga historien” som beviljats medel från Axel och Margaret Ax:son Johnsons stiftelse.

### Författarskap
Popovas bok Elitfeministerna: ett spel för gallerierna, gavs 2004 ut av Bonnier Fakta, och finansierades med ett stipendium från Axel och Margaret Ax:son Johnsons stiftelse. I boken är hon kritisk till radikalfeminismen och det utrymme denna riktning fått. Hon granskade den feministiska teoribildning och begreppsapparat som vunnit insteg inom politik, medier och i den akademiska världen och pekade på  vetenskapliga brister och oklara gränser mellan ideologi och forskning. Hon tog även upp SCUM-manifestet som exempel på hur elitfeministerna förvandlat feminismen till en extrem ideologi där till exempel fantasier om systematiskt utrotande av män anses tänkvärda. Boken innehåller också en opinionsundersökning som visar att idén om en könsmaktsordning bara delas av en liten undergrupp av män och kvinnor, som annars ser sig själva som feminister.
Bokens utgivning ledde till en livlig debatt. Bland annat fick boken och dess slutsatser hård kritik i ett debattinlägg på Dagens Nyheter Debatt från 39 genusforskare, och i Aftonbladet Kultur kritiserades hon för att inte kontrollera fakta och för att tolka undersökningsstatistik på ett självsvåldigt sätt.
Popova har också skrivit Protokollet tillsammans med Mats Holm, en bok om Estonia (Bonnier Fakta 2003), Sverige och tystnaden (Lind&Co, 2006) och Överklass - en bok om klass och identitet (Lind&Co 2007). År 2010 kom Vårt bröllop – Kronprinsessan Victoria och Prins Daniel 19 juni 2010 (Natur & Kultur 2010), en bok hon gjorde tillsammans med DN-fotografen Paul Hansen. Boken ingick i urvalet av Svensk Bokkonst 2010.

### Priser och stipendier
Susanna Popova erhöll Capitolium-stipendiet för journalister från Timbro 1995, Journalistfondens stipendium för vidareutbildning 1998, stipendium från Johnson-stiftelsen för böckerna Protokollet. Därför kommer det att hända igen, 2002, och Elitfeministerna, 2003, samt Ax:son Johnson-stipendiet 2004 "för visat stort personligt mod i den offentliga debatten".

### Familj
Susanna Popova är dotter till byrådirektören vid Stockholms universitet Kjell Tollin och Lena  Lindell. Hon är gift med journalisten Johan Hakelius. och har två barn. Hon är barnbarn till Kaleb Swensson-Tollin.